# Copa Libertadores 1984
W dwudziestej piątej edycji Copa Libertadores udział wzięło 21 klubów reprezentujących wszystkie kraje zrzeszone w CONMEBOL. Każde z 10 państw wystawiło po 2 kluby, nie licząc broniącego tytułu brazylijskiego klubu Grêmio Porto Alegre, który awansował do półfinału bez gry.
Grêmio nie zdołał obronić tytułu, choć zdołał drugi raz z rzędu dotrzeć do finału, gdzie przegrał zaledwie jedną bramką z argentyńskim klubem CA Independiente. Independiente w fazie grupowej miał poważne problemy z silną paragwajską drużyną Club Olimpia i tylko dzięki lepszej różnicy bramek zdołał awansować do półfinału.
W pierwszym etapie 20 klubów podzielono na 5 grup po 4 drużyny. Z każdej grupy do następnej rundy awansował tylko zwycięzca. Jako szósty klub do półfinału awansował broniący tytułu Grêmio.
W następnej, półfinałowej rundzie, 6 klubów podzielono na 2 grupy liczące po 3 drużyny. Do finału awansowali zwycięzcy obu grup.
Rewelacyjnie spisał się wenezuelski klub piłkarski ULA Mérida, który wyeliminował wyżej notowane kluby peruwiańskie i awansował do półfinału. Także ekwadorski klub CD El Nacional swoją postawą sprawił wiele kłopotów słynnemu urugwajskiemu klubowi Club Nacional de Football.

## 1/4 finału

### Grupa 1Argentyna,Paragwaj
| 29.02 Estudiantes La Plata – CA Independiente 1:1 - Hugo Issa – Alejandro Esteban Barberón                                                             |
| 8.03 Club Olimpia – Sportivo Luqueño 0:0 |
| 13.03 Sportivo Luqueño – CA Independiente 0:1 - Jorge Luis Burruchaga                                                                                  |
| 16.03 Club Olimpia – CA Independiente 1:0 - Maciel |
| 20.03 Sportivo Luqueño – Estudiantes La Plata 0:0 |
| 23.03 Club Olimpia – Estudiantes La Plata 2:1 - Rafael Bobadilla, Maciel – Rubén Agüero                                                                |
| 27.03 Estudiantes La Plata – Sportivo Luqueño 1:1 - Sergio Gurrieri – Jara                                                                             |
| 30.03 CA Independiente – Sportivo Luqueño 2:0 - Claudio Marangoni, Sergio Merlini                                                                      |
| 8.04 Sportivo Luqueño – Club Olimpia 1:2 - Rolón – Adriano Samaniego, Gustavo Adolfo Benítez                                                           |
| 13.04 CA Independiente – Estudiantes La Plata 4:1 - Alejandro Esteban Barberón, Jorge Luis Burruchaga, Ricardo Enrique Bochini (2) – José Daniel Ponce |
| 24.04 CA Independiente – Club Olimpia 3:2 - Claudio Marangoni, Jorge Luis Burruchaga, Sergio Bufarini – Guasch, Gustavo Adolfo Benítez                 |
| 27.04 Estudiantes La Plata – Club Olimpia 0:1 - Ever Hugo Almeida                                                                                      |

| Klub                 | Mecze | Zw | Rem | Por | Pkt | BrZd | BrStr |
| -------------------- | ----- | -- | --- | --- | --- | ---- | ----- |
| CA Independiente     | 6     | 4  | 1   | 1   | 9   | 11   | 5     |
| Club Olimpia         | 6     | 4  | 1   | 1   | 9   | 8    | 5     |
| Sportivo Luqueño     | 6     | 0  | 3   | 3   | 3   | 2    | 6     |
| Estudiantes La Plata | 6     | 0  | 3   | 3   | 3   | 4    | 9     |

### Grupa 2Boliwia,Chile
| 14.03 CD Universidad Católica – CD O’Higgins 2:0 - Rubén Alberto Espinoza, Jorge Aravena                                                                 |
| 17.03 Club Bolívar – Club Blooming 0:0 |
| 21.03 Club Bolívar – CD Universidad Católica 3:2 - Silva, Fernando Salinas, Mesa – Juvenal Vargas, Jorge Aravena                                         |
| 25.03 Club Blooming – CD Universidad Católica 1:2 - Silvio Edmundo Rojas – Miguel Ángel Neira, Jorge Aravena                                             |
| 28.03 Club Blooming – CD O’Higgins 3:0 - Silvio Edmundo Rojas, José Milton Melgar, Juan Carlos Sánchez                                                   |
| 1.04 Club Bolívar – CD O’Higgins 5:1 - Erwin Romero, Fernando Salinas, Silva, Carlos Fernando Borja, Luis Gregorio Gallo – René Serrano                  |
| 24.04 Club Blooming – Club Bolívar 2:1 - Horacio Raúl Baldessari, Juan Carlos Sánchez – Carlos Fernando Borja                                            |
| 25.04 CD O’Higgins – CD Universidad Católica 0:2 - Osvaldo Heriberto Hurtado, Jorge Aravena                                                              |
| 2.05 CD O’Higgins – Club Blooming 3:4 - Leonidas Burgos, Carl, Edgardo Geoffroy – Juan Carlos Sánchez (2), Silvio Edmundo Rojas, Horacio Raúl Baldessari |
| 6.05 CD Universidad Católica – Club Blooming 0:0 |
| 9.05 CD O’Higgins – Club Bolívar 0:0 |
| 13.05 CD Universidad Católica – Club Bolívar 3:1 - Osvaldo Heriberto Hurtado, Miguel Ángel Neira, Juan Ramón Isasi – Erwin Romero                        |

| Klub                    | Mecze | Zw | Rem | Por | Pkt | BrZd | BrStr |
| ----------------------- | ----- | -- | --- | --- | --- | ---- | ----- |
| CD Universidad Católica | 6     | 4  | 1   | 1   | 9   | 11   | 5     |
| Club Blooming           | 6     | 3  | 2   | 1   | 8   | 10   | 6     |
| Club Bolívar            | 6     | 2  | 2   | 2   | 6   | 10   | 8     |
| CD O’Higgins            | 6     | 0  | 1   | 5   | 1   | 4    | 16    |

### Grupa 3Brazylia,Kolumbia
| 11.03 CR Flamengo – Santos FC 4:1 - Mozer, Lico, Tita – Lino                                                                       |
| 21.03 America Cali – Atlético Junior 2:0 - Sabino Gerardo González Aquino, Willington Ortiz                                        |
| 27.03 America Cali – CR Flamengo 1:1 - Juan Penagos – Nunes                                                                        |
| 29.03 Atlético Junior – CR Flamengo 1:2 - Omar Alfredo Galván – Edmar, Tita                                                        |
| 3.04 Atlético Junior – Santos FC 0:3 Toninho Carlos, Lino, Camargo                                                                 |
| 5.04 America Cali – Santos FC 1:0 - Juan Manuel Battaglia                                                                          |
| 12.04 Atlético Junior – America Cali 4:1 - Alex „Didí” Valderrama (2), William Knight, Omar Alfredo Galván – Omar Alfredo Galván s |
| 20.04 Santos FC – CR Flamengo 0:5 - Bebeto, Mozer, Edmar, Tita (2)                                                                 |
| 27.04 Santos FC – America Cali 0:1 - Juan Manuel Battaglia                                                                         |
| 3.05 CR Flamengo – America Cali 4:2 - Adílio, Bebeto, Elder, Edmar – ?,?                                                           |
| 8.05 Santos FC – Atlético Junior 1:3 - Ronaldo – Amín Bolívar, Alex „Didí” Valderrama (2)                                          |
| 10.05 CR Flamengo – Atlético Junior 3:1 - Edmar (3) – Jesús Alberto Barrios                                                        |

| Klub            | Mecze | Zw | Rem | Por | Pkt | BrZd | BrStr |
| --------------- | ----- | -- | --- | --- | --- | ---- | ----- |
| CR Flamengo     | 6     | 5  | 1   | 0   | 11  | 19   | 6     |
| America Cali    | 6     | 3  | 1   | 2   | 7   | 8    | 9     |
| Atlético Junior | 6     | 2  | 0   | 4   | 4   | 9    | 12    |
| Santos FC       | 6     | 1  | 0   | 5   | 2   | 5    | 14    |

### Grupa 4Ekwador,Urugwaj
| 28.03 Danubio FC – Club Nacional de Football 0:1 - Néstor Silva s                                                            |
| 2.04 CD El Nacional – AD 9 de Octubre 3:1 - Wilson Antonio Armas, José Villafuerte, Roque Valencia – Osni de Oliveira        |
| 8.04 AD 9 de Octubre – Danubio FC 2:2 - Carlos Torres Garcés, Pedro Mauricio Muñoz – Rubén Sosa, Abraham Yeladián            |
| 12.04 CD El Nacional – Club Nacional de Football 3:1 - Fernando Baldeón (2), Roque Valencia – Artemio Luzardo                |
| 15.04 AD 9 de Octubre – Club Nacional de Football 1:3 - Carlos Torres Garcés – Artemio Luzardo, Juan Ramón Carrasco (2)      |
| 15.04 CD El Nacional – Danubio FC 3:0 - Roque Valencia, Fabián Paz y Miño (2)                                                |
| 25.04 AD 9 de Octubre – CD El Nacional 2:2 - Carlos Torres Garcés, M. Valencia – Roque Valencia, Fernando Baldeón            |
| 26.04 Club Nacional de Football – Danubio FC 1:0 - Juan Ramón Carrasco                                                       |
| 3.05 Club Nacional de Football – CD El Nacional 1:1 - Carlos Alberto Aguilera – Roque Valencia                               |
| 4.05 Danubio FC – AD 9 de Octubre 5:1 - Julio Lemos (3), Rubén Sosa (2) – Hamilton Emilio Cuvi                               |
| 8.05 Danubio FC – CD El Nacional 1:0 - Luis Silva                                                                            |
| 9.05 Club Nacional de Football – AD 9 de Octubre 6:0 - Carlos Alberto Aguilera (3), Juan Ramón Carrasco (2), Carlos Berrueta |

| Klub                      | Mecze | Zw | Rem | Por | Pkt | BrZd | BrStr |
| ------------------------- | ----- | -- | --- | --- | --- | ---- | ----- |
| Club Nacional de Football | 6     | 4  | 1   | 1   | 9   | 13   | 5     |
| CD El Nacional            | 6     | 3  | 2   | 1   | 8   | 12   | 6     |
| Danubio FC                | 6     | 2  | 1   | 3   | 5   | 8    | 8     |
| AD 9 de Octubre           | 6     | 0  | 2   | 4   | 2   | 7    | 21    |

### Grupa 5Peru,Wenezuela
| 11.03 Club Sporting Cristal – FBC Melgar 3:2 - César Loyola, Jorge Alberto Hirano, Pedro Anselmo Ruíz – Luis Advíncola, Genaro Neyra |
| 18.03 ULA Mérida – Portuguesa FC 2:0 - Itamar, Rodolfo Carvajal                                                                      |
| 21.03 Portuguesa FC – Club Sporting Cristal 1:0 - Campos                                                                             |
| 21.03 ULA Mérida – FBC Melgar 1:0 - Rodolfo Carvajal                                                                                 |
| 25.03 ULA Mérida – Club Sporting Cristal 0:1 - Jorge Alberto Hirano                                                                  |
| 25.03 Portuguesa FC – FBC Melgar 4:0 - Paulo César, Ferrari, Barco, José Pastorino                                                   |
| 1.04 Portuguesa FC – ULA Mérida 1:2 - Barco – Richard Nada (2)                                                                       |
| 1.04 FBC Melgar – Club Sporting Cristal 2:0 - Genaro „Chivo” Neyra, Ortiz                                                            |
| 4.04 Club Sporting Cristal – Portuguesa FC 2:1 - Jorge Alberto Hirano, Luis Mora – Barco                                             |
| 5.04 FBC Melgar – ULA Mérida 0:1 - René Torres                                                                                       |
| 8.04 Club Sporting Cristal – ULA Mérida 2:0 - Luis Mora, César Loyola                                                                |
| 8.04 FBC Melgar – Portuguesa FC 1:2 - Ortiz – Vasconcellos, Villarroel                                                               |

- z powodu równej liczby punktów rozegrano mecz o pierwsze miejsce

| 11.05 ULA Mérida – Club Sporting Cristal 2:1 - Itamar (2) – Juan Caballero |

| Klub                  | Mecze | Zw | Rem | Por | Pkt | BrZd | BrStr |
| --------------------- | ----- | -- | --- | --- | --- | ---- | ----- |
| ULA Mérida            | 6     | 4  | 0   | 2   | 8   | 6    | 4     |
| Club Sporting Cristal | 6     | 4  | 0   | 2   | 8   | 8    | 6     |
| Portuguesa FC         | 6     | 3  | 0   | 3   | 6   | 9    | 7     |
| FBC Melgar            | 6     | 1  | 0   | 5   | 2   | 5    | 11    |

### Obrońca tytułu
| Grêmio Porto Alegre jako obrońca tytułu awansował do 1/2 finału bez gry |

## 1/2 finału

### Grupa 1
| 31.05 Club Nacional de Football – CA Independiente 1:1 - Juan Ramón Carrasco – Alejandro Esteban Barberón                           |
| 7.06 CD Universidad Católica – CA Independiente 0:0                                                                                 |
| 26.06 CA Independiente – CD Universidad Católica 2:1 - Sergio Bufarini, Jorge Luis Burruchaga – Miguel Ángel Neira                  |
| 30.06 Club Nacional de Football – CD Universidad Católica 2:0 - Juan Ramón Carrasco, Carlos Alberto Aguilera                        |
| 4.07 CA Independiente – Club Nacional de Football 1:0 - Jorge Luis Burruchaga                                                       |
| 11.07 CD Universidad Católica – Club Nacional de Football meczu nie rozegrano, gdyż sprawa awansu do finału była już rozstrzygnięta |

| Klub                      | Mecze | Zw | Rem | Por | Pkt | BrZd | BrStr |
| ------------------------- | ----- | -- | --- | --- | --- | ---- | ----- |
| CA Independiente          | 4     | 2  | 2   | 0   | 6   | 4    | 2     |
| Club Nacional de Football | 3     | 1  | 1   | 1   | 3   | 3    | 2     |
| CD Universidad Católica   | 3     | 0  | 1   | 2   | 1   | 1    | 4     |

### Grupa 2
| 26.06 Grêmio Porto Alegre – CR Flamengo 5:1 - Osvaldo (2), Caio, Renato Gaúcho, Tarciso – Tita                 |
| 30.06 ULA Mérida – CR Flamengo 0:3 - Tita (2), Joao Paulo                                                      |
| 3.07 ULA Mérida – Grêmio Porto Alegre 0:2 - Renato Gaúcho, Caio                                                |
| 7.07 CR Flamengo – Grêmio Porto Alegre 3:1 - Andrade, Bebeto (2) – Guilherme                                   |
| 10.07 Grêmio Porto Alegre – ULA Mérida 6:1 - Caio, Tarciso (2), Guilherme (2), Hugo de León – Asdrúbal Sánchez |
| 12.07 CR Flamengo – ULA Mérida 2:1 - Tita, Adílio – Itamar                                                     |

- z powodu równej liczby punktów rozegrano w São Paulo mecz o pierwsze miejsce

| 19.07 Grêmio Porto Alegre – CR Flamengo 0:0 wobec remisu Grêmio awansował dzięki lepszej różnicy bramek |

| Klub                | Mecze | Zw | Rem | Por | Pkt | BrZd | BrStr |
| ------------------- | ----- | -- | --- | --- | --- | ---- | ----- |
| Grêmio Porto Alegre | 4     | 3  | 0   | 1   | 6   | 14   | 5     |
| CR Flamengo         | 4     | 3  | 0   | 1   | 6   | 9    | 7     |
| ULA Mérida          | 4     | 0  | 0   | 4   | 0   | 2    | 13    |

## FINAŁ
| Grêmio Porto Alegre – CA Independiente 0:1 i 0:0 |
| 24 lipca 1984 Porto Alegre Estádio Olímpico Monumental (75 000) Grêmio Porto Alegre – CA Independiente 0:1 (0:1) Sędzia: Juan Daniel Cardellino (Urugwaj) Bramki: Jorge Luis Burruchaga 24 Grêmio Foot-Ball Porto Alegrense: João Marcos – Paulo César, Baidek, Hugo de León, Casemiro, China, Osvaldo, Luis Carlos, Renato Gaúcho, Guilherme (Gilson), Tarciso. CA Independiente: Carlos Goyén – Néstor Clausen, Hugo Eduardo Villaverde, Enzo Héctor Trossero, Carlos Alberto Enrique, Ricardo Giusti, Claudio Marangoni, Ricardo Enrique Bochini, Jorge Luis Burruchaga, Sergio Bufarini, Alejandro Esteban Barberón (Gerardo Manuel Reinoso). |
| 27 lipca 1984 Buenos Aires Estadio de Independiente (60 000) CA Independiente – Grêmio Porto Alegre 0:0 Sędzia: Mário Lira (Chile) CA Independiente: Carlos Goyén – Néstor Clausen (Rodolfo Enrique Zimmermann), Hugo Eduardo Villaverde, Enzo Héctor Trossero, Carlos Alberto Enrique, Ricardo Giusti, Claudio Marangoni, Ricardo Enrique Bochini, Jorge Luis Burruchaga, Sergio Bufarini, Alejandro Esteban Barberón. Grêmio Foot-Ball Porto Alegrense: João Marcos – Paulo César, Baidek, Hugo de León, Casemiro, China, Osvaldo, Luis Carlos, Renato Gaúcho, Guilherme, Tarciso.                                                              |

## Klasyfikacja
Poniższa tabela ma charakter statystyczny. O kolejności decyduje na pierwszym miejscu osiągnięty etap rozgrywek, a dopiero potem dorobek bramkowo-punktowy. W przypadku klubów, które odpadły w rozgrywkach grupowych o kolejności decyduje najpierw miejsce w tabeli grupy, a dopiero potem liczba zdobytych punktów i bilans bramkowy.
| Poz                                                                      | Klub                      | Mecze | Zw | Rem | Por | Pkt | BrZd | BrStr |
| ------------------------------------------------------------------------ | ------------------------- | ----- | -- | --- | --- | --- | ---- | ----- |
| 1                                                                        | CA Independiente          | 12    | 7  | 4   | 1   | 18  | 16   | 7     |
| 2                                                                        | Grêmio Porto Alegre       | 7     | 3  | 2   | 2   | 8   | 14   | 6     |
| 3                                                                        | CR Flamengo               | 11    | 8  | 2   | 1   | 18  | 28   | 13    |
| 4                                                                        | Club Nacional de Football | 9     | 5  | 2   | 2   | 12  | 16   | 7     |
| 5                                                                        | CD Universidad Católica   | 9     | 4  | 2   | 3   | 10  | 12   | 9     |
| 6                                                                        | ULA Mérida                | 11    | 5  | 0   | 6   | 10  | 10   | 18    |
| 7                                                                        | Club Olimpia              | 6     | 4  | 1   | 1   | 9   | 8    | 5     |
| 8                                                                        | CD El Nacional            | 6     | 3  | 2   | 1   | 8   | 12   | 6     |
| 9                                                                        | Club Blooming             | 6     | 3  | 2   | 1   | 8   | 10   | 6     |
| 10                                                                       | Club Sporting Cristal     | 7     | 4  | 0   | 3   | 8   | 9    | 8     |
| 11                                                                       | América Cali              | 6     | 3  | 1   | 2   | 7   | 8    | 9     |
| 12                                                                       | Club Bolívar              | 6     | 2  | 2   | 2   | 6   | 10   | 8     |
| 13                                                                       | Portuguesa FC             | 6     | 3  | 0   | 3   | 6   | 9    | 7     |
| 14                                                                       | Danubio FC                | 6     | 2  | 1   | 3   | 5   | 8    | 8     |
| 15                                                                       | Atlético Junior           | 6     | 2  | 0   | 4   | 4   | 9    | 12    |
| 16                                                                       | Sportivo Luqueño          | 6     | 0  | 3   | 3   | 3   | 2    | 6     |
| 17                                                                       | Estudiantes La Plata      | 6     | 0  | 3   | 3   | 3   | 4    | 9     |
| 18                                                                       | FBC Melgar                | 6     | 1  | 0   | 5   | 2   | 5    | 11    |
| 19                                                                       | Santos FC                 | 6     | 1  | 0   | 5   | 2   | 5    | 14    |
| 20                                                                       | AD 9 de Octubre           | 6     | 0  | 2   | 4   | 2   | 7    | 21    |
| 21                                                                       | CD O’Higgins              | 6     | 0  | 1   | 5   | 1   | 4    | 16    |
| Podsumowanie: 75 meczów, w tym 15 remisów, 206 bramek – 2.75 bramki/mecz |                           |       |    |     |     |     |      |       |